# Serce sportowca
Serce sportowca – potoczne określenie fizjologicznych (ale czasem również patologicznych) zmian sercowych u osób uprawiających wyczynowo wytrzymałościowe dyscypliny sportowe, takie jak kolarstwo, biegi, itp.
Zmiany te polegają na:

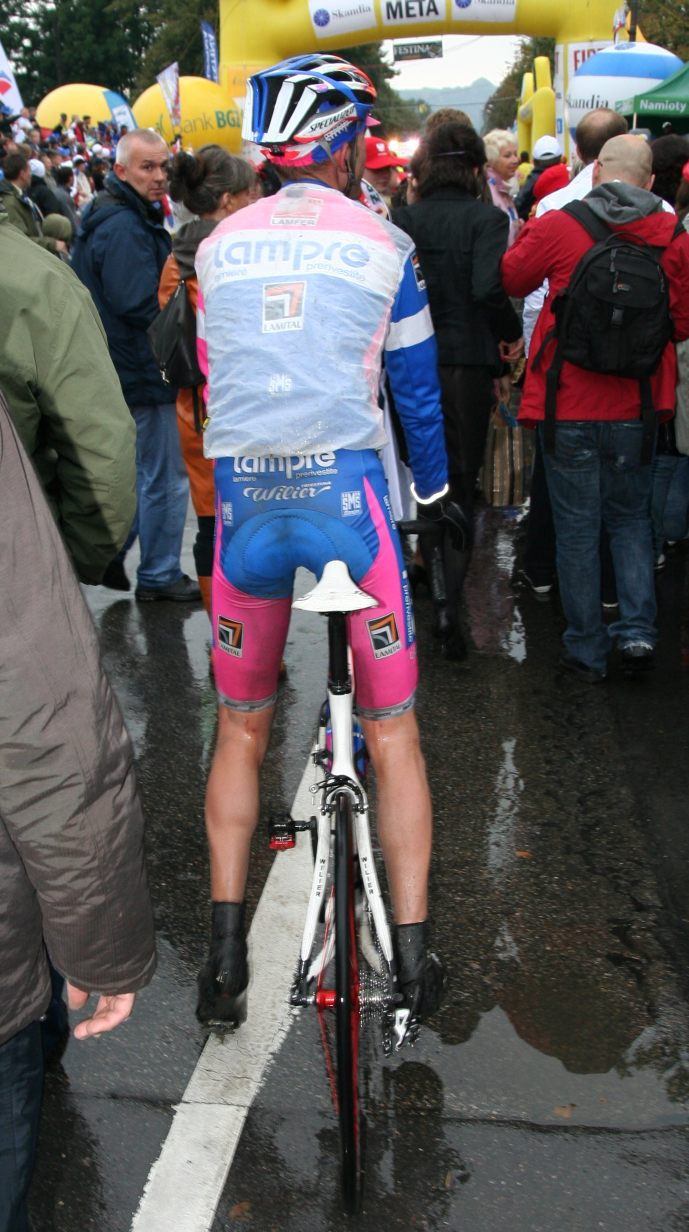
Sportowcy posiadający serce sportowca nie muszą odznaczać się atletyczną budową ciała

- pojawieniu się rozstrzenia (powiększenie komór serca)[1]
- przeroście mięśnia sercowego[1]
- bradykardii[2] spowodowanej zmianami w napięciu nerwu błędnego

Serce sportowca pozwala na zaobserwowanie pewnych zmian w badaniach diagnostycznych:
- na zdjęciu rentgenowskim klatki piersiowej można stwierdzić powiększenie sylwetki serca
- w badaniu EKG wystąpić może bradykardia zatokowa (rzadko z częstością rytmu serca poniżej 40 uderzeń na minutę); wolnej czynności serca towarzyszyć może niemiarowość zatokowa, w ponad 1/3 przypadków występuje też blok przedsionkowo-komorowy I stopnia[2]
- badanie echokardiograficzne może pokazać zmiany wymiarów lewej komory serca, przerost przegrody międzykomorowej (badanie to może też służyć do różnicowania między sercem sportowca a kardiomiopatią)[2]

Wszystkie te zmiany zdiagnozowane u osób nieuprawiających sportu sugerują stan patologiczny. W związku z tym, podczas badań należy zaznajomić lekarza z prowadzonym trybem życia.
W zasadzie serce sportowca można uznać za zmianę fizjologiczną. W przyrodzie, porównując zwierzęta dzikie i udomowione (np. królik – zając), można zaobserwować różnicę w wielkości serca – u osobników żyjących na wolności jest ono większe. Podobna różnica jest zauważalna w wypadku porównania siedzącego trybu życia z aktywnym trybem życia człowieka. Istnieją jednak granice, poza którymi zbytnie zmiany sercowe stają się nienaturalne zagrażając życiu sportowca.